# Єгипетське пиво

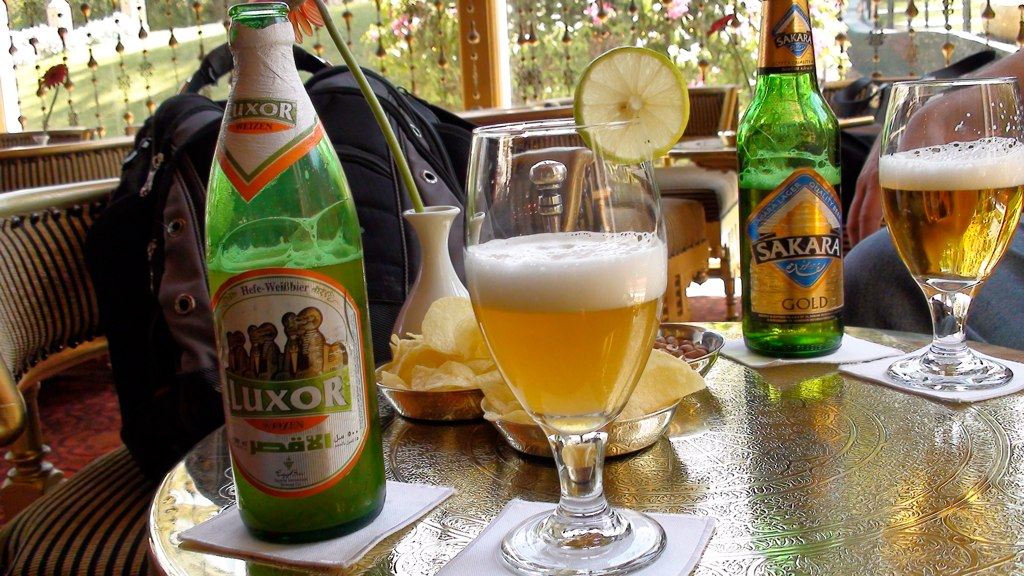
Пляшка Luxor Weizen, пшеничне пиво марки Luxor, зварене Egybev, та пляшка Sakara Gold

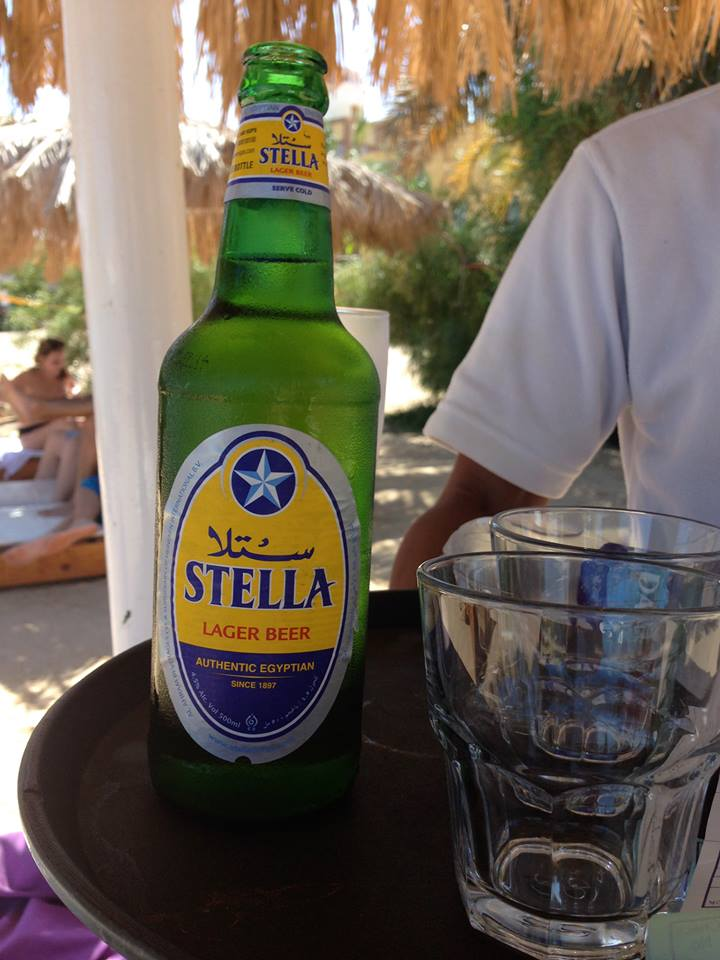
"Стелла", лагер, виготовлений компанією Al Ahram

Пивоваріння в Єгипті присутнє ще з часів доісторичного Єгипту.
У Стародавньому Єгипті вищий клас надавав перевагу вину, тоді як робітничий клас — пиву, що складало центральну частину їх раціону. Незважаючи на релігійні обмеження та суперечливі погляди на алкоголь після мусульманського завоювання Єгипту, споживання пива не припинилося, воно й досі залишається найпопулярнішим алкогольним напоєм у країні — 54% від загальної кількості споживання алкоголю.

## Історія
Сучасну пивну промисловість в Єгипті заснували бельгійські бізнесмени у 1897 році, створивши Crown Brewery в Александрії, а пізніше Pyramid Brewery в Каїрі. Обидві пивоварні виробляли пиво "Stella", кожне за абсолютно різними рецептами.
У 1937 році Heineken N.V. стала головним акціонером обох пивоварних заводів. Це збіглося зі зростальними націоналістичними настроями та політичним бажанням підтримки вітчизняного. Heineken дає "єгипетське" ім'я вже своїй Pyramid Brewery — Al Ahram.
У 1963 році компанії об'єднались під назвою Al Ahram Beverage Company (ABC), після їх націоналізації урядом президента Ґамаля Абдель Насера.
У 1997 році уряд продав компанію єгипетському бізнесмену Ахмаду Заяту, який реструктуризував її та додав лінійку безалкогольних напоїв.
У 2002 році компанія знову стає власністю Heineken N.V. 
"Stella" залишається найпопулярнішим пивом в Єгипті — 47,5 мільйонів літрів продано у 2016 році, це третина загального споживання пива в Єгипті.
А ABC, що продає "Stella" та безалкогольний "Birell" (друге за популярністю в Єгипті пиво), контролює 89% єгипетського ринку пива. Компанія виробляє як місцеві так і міжнародні марки пива, включаючи "Heineken", "Desperados" та знакове "Stella". У 2012 році компанія отримала прибуток 300 мільйонів доларів лише від продажу пива. Найбільший конкурент — місцева Egyptian International Beverage Company (відома як Egybev), що належить Wadi Group та єгипетському бізнесмену Саміху Савірісу.
Безалкогольне пиво, як і вищезгаданий "Birell" та фруктовий "Fayrouz", популярні в Єгипті, оскільки більшість мусульман, як правило, не вживають алкоголю через релігійні обмеження. Ароматизоване алкогольне пиво стало модним серед молодих єгиптян після успішного запуску "Desperados" з ароматом текіли у 2016 році.

## Місцеві сорти
Тип пива відомий як буза (масрі بوظة) на основі ячменю та хліба споживається в Єгипті, можливо, ще з часів доісторичного Єгипту. Безалкогольний напій буза, поширений в Туреччині та на Балканах, ніякого відношення до єгипетського пива не має.
В Середні віки буза, та пиво загалом, в Єгипті називали мізром, а також кешкабом — буза, приправлена м'ятою, лимонним листям, чорнушкою, перцем або рутою, що історично вживається в прибережних провінціях Єгипту. Напій традиційно вариться вдома, згідно з рецептами 5000-річної давнини; процес такого пивоваріння зустрічається на давньоєгипетських фресках. Вміст алкоголю в бузі може доходити до 7%, залежно від часу бродіння. Кешкаб вважається недорогою альтернативою комерційному пиву.